# Zhang Qingpeng
Dans ce nom, le nom de famille, Zhang, précède le nom personnel.
Zhang Qingpeng, (en chinois : 朱芳雨, en Hanyu pinyin : Zhū Fāngyǔ), né le 28 mars 1981 à Fushun en Chine, est un joueur de basket-ball chinois, évoluant au poste de meneur.